# Сандерс, Никола
Никола Клэр Сандерс (англ. Nicola Clare Sanders; род. 23 июня 1982, Хай-Уиком, Бакингемшир) — британская легкоатлетка. Она начала свою карьеру в качестве специалиста по барьерам 400 метров, прежде чем (с 2006 года) сосредоточиться на 400 метрах. Её личный рекорд на 400 метров — 49,65 секунды. Она держит британский рекорд в помещении с результатом 50,02 секунды (пятый результат в мире в помещении).
Карьера Сандерс достигла пика в 2007 году, когда она выиграла забег на 400 метров на чемпионате Европы в помещении 2007 года (побив британский рекорд в помещении), и побила личный рекорд, чтобы выиграть серебряную медаль на Чемпионате Мира 2007 года вслед за соотечественницей Кристин Охуруогу. В эстафете 4×400 метров она завоевала бронзовую медаль на Олимпийских играх 2008 года в Пекине (ретроактивно награждена в 2017 году) и золотую медаль на чемпионате мира в помещении 2012 года. Она также выиграла бронзовые медали чемпионата мира в 2005 и 2007 годах. После двух лет борьбы с травмами, она объявила о своем уходе из лёгкой атлетики в октябре 2014 года.

## Ранние достижения

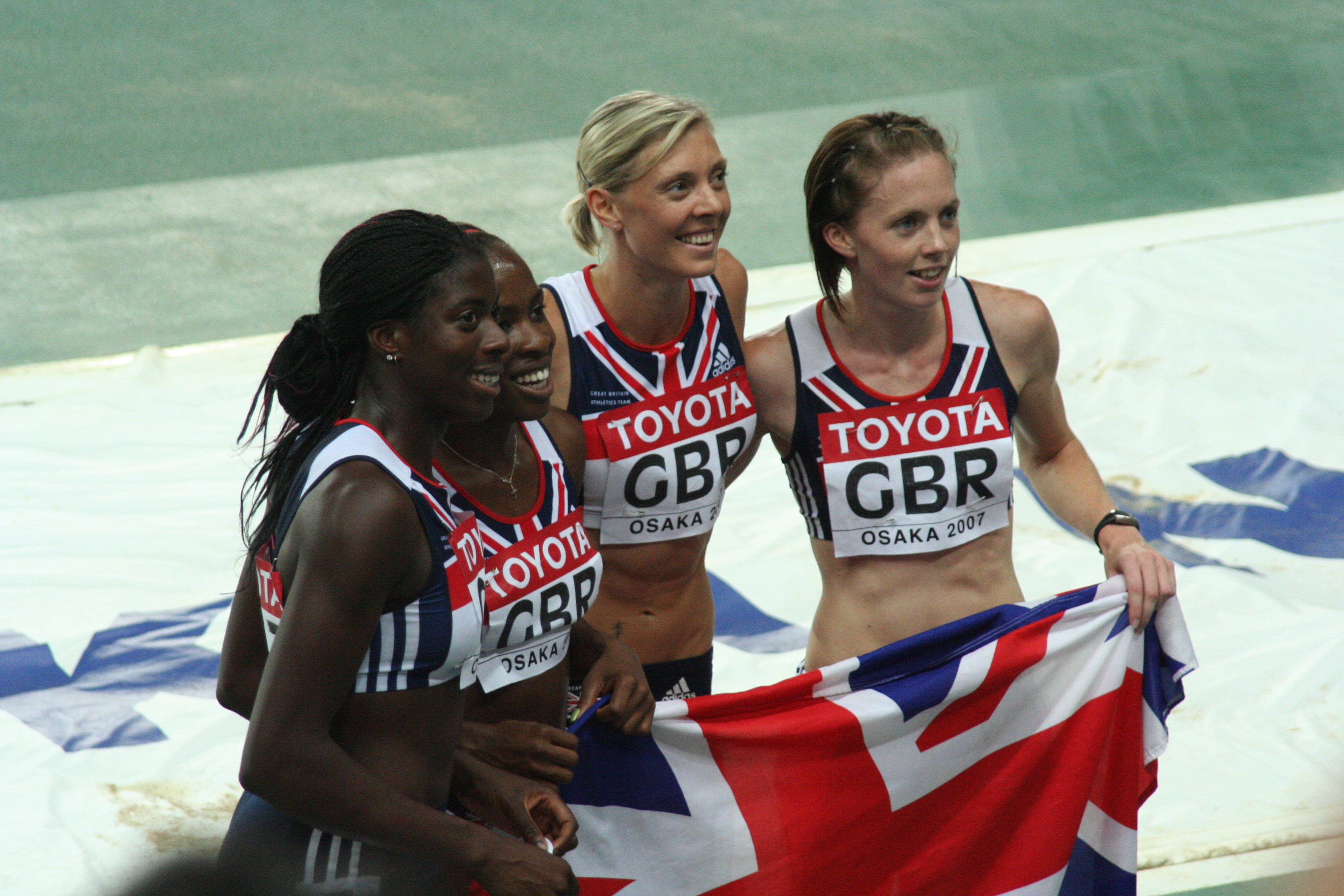
Сандерс (справа) на чемпионате мира 2007 года в Осаке с Кристин Охуруогу, Ли МакКоннелл и Мерилин Окоро.

Сандерс завоевала бронзовую медаль на юношеском чемпионате Европы по лёгкой атлетике 1999 года в Риге на дистанции 400 метров с барьерами. В том же году она заняла 4-е место в беге на 400 м с барьерами на юношеском чемпионате мира. В 2000 году она была 5-й на Чемпионате мира 2000 года среди юниоров по лёгкой атлетике, но выиграла золото на молодёжном чемпионате Содружества.
Она выросла в городе Амершам и училась в местной школе.

## 2005—2006 годы
В 2005 году финишировала 6-й (4-я эстафета 4 × 400 м) на Всемирных студенческих Играх.
В 2005 году на Чемпионате Мира в Хельсинки Сандерс вышла в полуфинал. Вместе с Ли Макконнелл, Донной Фрейзер и Кристиной Охуруогу она завоевала бронзовую медаль в эстафете 4 × 400 м.
Она была 4-й в Играх Содружества 2006 года в 400 м с барьерами и была частью команды, которая выиграла эстафету 4 × 400 м, но впоследствии они были дисквалифицированы.
С тех пор она сосредоточилась на 400 м (из-за травм) и редко участвует в гонках с препятствиями.
На чемпионате Европы по лёгкой атлетике 2006 года в Гётеборге она заняла 6-е место в финале 400 м.

## 2007—2008 годы
В 2007 году она взяла золото в соревнованиях на 400 м в 2007 году на чемпионате Европы по лёгкой атлетике в Бирмингеме, с личным рекордом и национальным рекордом 50,02 секунды. Это был 5-й самый быстрый в помещении 400 м в истории. Она также выиграла бронзу в эстафете 4 × 400 м.
В 2007 году у неё были проблемы с коленом и ахилловым сухожилием, но 27 августа 2007 года Никола впервые в своей карьере преодолела временно́й барьер в 50 секунд, записав 49,77 секунды в полуфинале 400 м на чемпионате мира по лёгкой атлетике в Осаке, Япония, чтобы перейти к #3 в британском списке всех времен. Затем она продолжила финишировать 2-й в финале, позади коллеги Кристин Охуруогу. Сандерс установила ещё один личный рекорд 49.65, который ставит её на четвёртое место в списке самых быстрых британских спортсменок на дистанции более 400 м, после Кэти Кук, Кэтрин Мерри и Охуруогу, которая также установила личный рекорд в финале чемпионата мира.
В заключительный день чемпионата, 2 сентября, Сандерс закрепила за британской командой 4 × 400 м бронзовую медаль. При этом она стала первой женщиной-бегуном Великобритании, которая преодолела 49 секунд на 400-метровой эстафете, со временем 48,76 секунды, побив предыдущий рекорд Салли Ганнелл в 49,46 секунды.
Сандерс вышла на 400 м на летних Олимпийских играх 2008 года в третьем полуфинале за 50,71 секунды. Она была частью эстафетной команды 4 × 400 м, которая заняла пятое место в финале, хотя позже команда была повышена до бронзовой медали после дисквалификации за допинговые нарушения команд, финишировавших на втором и четвёртом месте.

## Личные рекорды
- 400 метров — 49.65 (2007, Осака, Япония) на открытом воздухе, 50.02 (2007, Бирмингем, Англия) в помещении.
- 400 метров с барьерами — 55.32 (2006)